# Castillo de Madrona

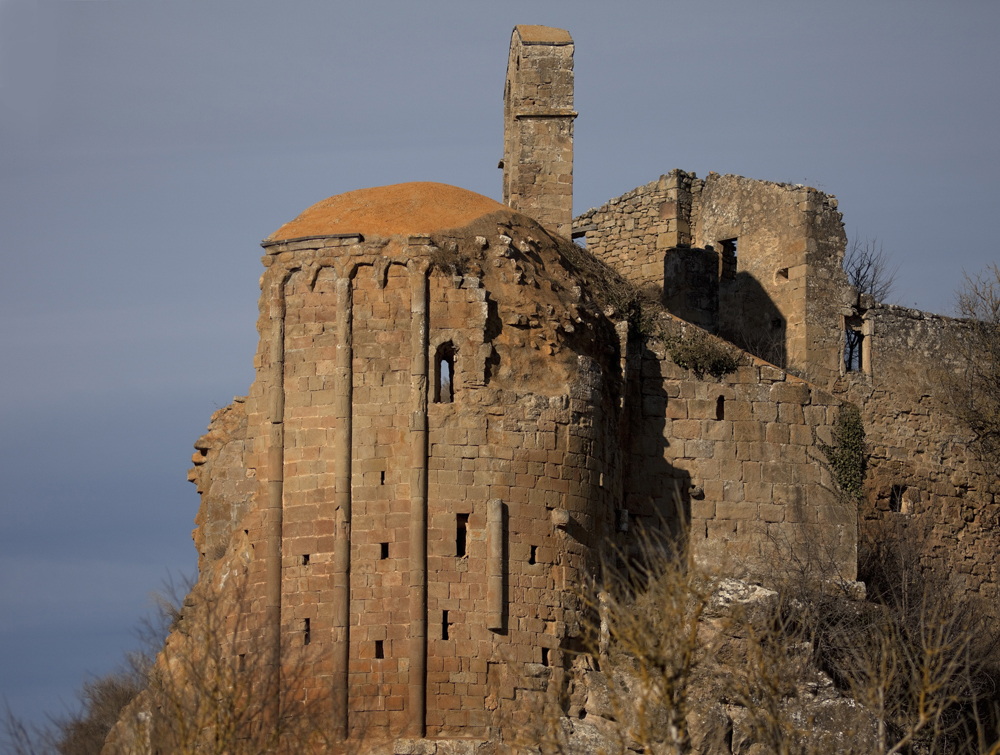
Castillo de Madrona

Castillo de Madrona ist ein mittelalterliches Schloss auf einem Hügel in der spanischen Stadt Madrona, in der Gemeinde Pinell in der Region Solsonés (Lleida). Die Ruinen befindet sich auf dem Gipfel (550 Meter über dem Meeresspiegel) des westlichen Ausläufer der Sierra de Madrona neben dem Schloss wurde auch die romanische Kirche von San Pedro de Madrona errichtet die ebenfalls zerfallen ist erbaut. Am 5. Mai 1949 wurden die gesamten Überreste des Schlosses und der romanischen Kirche zum historisch Denkmal erklärt.
Die erste urkundliche Erwähnung findet sich in einer Urkunde aus dem Jahr 1053. In einem zweiten Dokument vom 21. Januar 1073 stiftet der Graf von Urgell ein Anwesen, das sich innerhalb der Anlage der Burg befindet. Im achtzehnten Jahrhundert wurde in der Nähe eine neue Kirche errichtet, in dem der fragmentierte dreiteilige Barockaltar neu errichtet wurde.